# Teofane Nonno
Teofane Nonno o Nonnos, originariamente Theophanes Chrysobalantes o Chrysobalantites (in greco Θεοφάνης Χρυσοβαλάντης or Χρυσοβαλαντίτης?; fl. 950) è stato un medico bizantino, che scrisse uno schema di medicina dedicato all'imperatore Costantino Prophyrogenitus (probabilmente Costantino VII).

## Identità
I manoscritti esistenti identificano l'autore come Teofane; il nome Nonno è stato apparentemente dato dal copista Andrea Darmarios. Il nome Chrysobalantes era un epiteto o una variante del nome di famiglia bizantino documentato Chrysobalantites. 